# Goémon

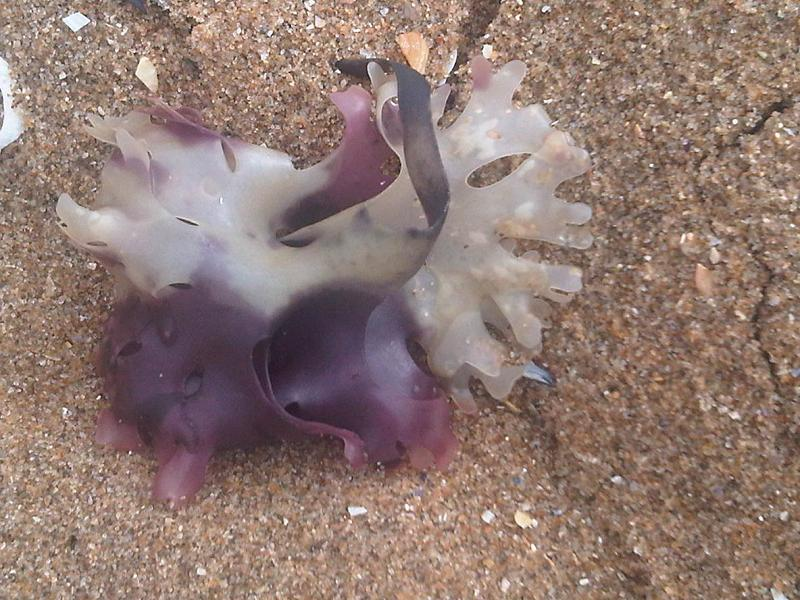
De la molsa d'Irlanda (Chondrus crispus), coneguda amb els noms «Petit Goémon», «Goémon frisé», «Goémon blanc» o «molsa marina» pels goémoniers, i «carragheen» per la indústria, s'obté la carragenina, un agent gelificant

Les goémon (també conegudes com a goëmon; del bretó gwemon o del gal·lès gwymon) o herba de mar (traducció literal de l'anglès seaweed), són una barreja indeterminada d'algues brunes, vermelles i verdes deixades per l'acció de les marees i que són recollides al llarg de les costes marítimes durant la baixamar. En aquest sentit restringit, també es coneixen com a «derelicte d'algues», sinònim de sart en poiteví, i varech en normand (warec significa derelicte, d'origen anglo-escandinau i que prové del nòrdic antic wrec, *wrek o vagrek, amb el mateix significat).
Es distingeix les goémon de riba (que apareixen a la costa) i les goémon submarines (recollides amb vaixells amb «scoubidou»).
Per extensió, també s'anomena Goémon al fertilitzant de goémon.